# Fuencarral-El Pardo
Fuencarral-El Pardo es uno de los 21 distritos que conforman la ciudad de Madrid. Administrativamente está dividido en los barrios de El Pardo (81), Fuentelarreina (82), Peñagrande (83), Pilar (84), La Paz (85), Valverde (86), Mirasierra (87) y El Goloso (88).
Este distrito es el de mayor superficie, pero no el más poblado. Al encontrarse dentro del mismo el Monte de El Pardo, las áreas urbanizadas representan un porcentaje inferior al 50% del distrito. Asimismo, es un distrito de negocios, pues multitud de grandes empresas tienen su sede allí.
Representa el extremo norte de la ciudad y es uno de los más verdes al estar cerca del límite entre la ciudad y las zonas boscosas del norte.
En la parte más septentrional del distrito se encuentra el Puente de la Marmota. Otro punto alejado del casco urbano es el Soto de Viñuelas.

## Geografía
El distrito queda delimitado por:
- Al norte, limita con los municipios de Hoyo de Manzanares, Colmenar Viejo y Tres Cantos a lo largo del Parque regional de la Cuenca Alta del Manzanares y a través de la M-607 (Carretera de Colmenar Viejo), en el barrio de El Pardo (incluyendo el Puente de la Marmota) y El Goloso.
- Al noreste, limita con la urbanización Soto de Viñuelas (Tres Cantos), el municipio de San Sebastián de los Reyes (incluyendo la urbanización Ciudalcampo, la urbanización Fuente del Fresno, la urbanización La Granjilla y la Dehesa Boyal) y el de Alcobendas (incluyendo el Tanatorio Parque Cementerio de la Paz que administrativamente forma parte de la localidad alcobendense, el Monte de Valdelatas, la división que se forma en Cantoblanco a través de la carretera M-616 El Goloso-Alcobendas, y el continuo urbano que se forma a la altura del Distrito Telefónica con el Parque Empresarial La Moraleja a través de la carretera M-603 Fuencarral-Alcobendas y la carretera que conduce a la alcobendense avenida del Monte Valdelatas), en los barrios de El Pardo, El Goloso y Las Tablas.
- Al noroeste, limita con el núcleo de población de Las Matas (Las Rozas de Madrid), el núcleo de población de Los Peñascales y la Finca El Pendolero (Torrelodones) en el barrio de El Pardo.
- Al sur, limita con el distrito de Tetuán (en el barrio de Valdeacederas) separados por la calle Villaamil en el barrio de El Pilar, y con el distrito de Moncloa-Aravaca (en el barrio de Valdezarza y la zona residencial de Ciudad Puerta de Hierro) separados por la calle Valle de Mena (los números pares de forman parte de Fuencarral-El Pardo), la glorieta del Doctor Luis Montes Mieza, la M-30 (en el sector de la Avenida de la Ilustración), la glorieta Issac Rabin y la glorieta Francisco Bayeu y Subías en el barrio de Peñagrande.
- Al sureste, limita con el distrito de Tetuán (en el barrio de Almenara), separados por la calle de Sinesio Delgado (los números pares forman parte de Fuencarral-El Pardo) en el barrio de La Paz.
- Al suroeste, limita con el distrito de Moncloa-Aravaca separados por la finca de la urbanización La Florida y la autovía M-40 en el barrio de El Pardo, y la división de la calle Arroyofresno junto con la intersección que forman las autovías M-605 (Carretera de El Pardo) y M-30 en el barrio de Fuentelarreina (lindando con la zona residencial Ciudad Puerta de Hierro).
- Al este, limita con el distrito de Hortaleza (lindando con la zona de Sanchinarro), separados por la A-1 en la zona de Las Tablas, y con el distrito de Chamartín (lindando con el barrio de Castilla) en el barrio de La Paz, separados por la autovía M-30 y el paseo de la Castellana (los números impares forman parte de Fuencarral-El Pardo en este tramo).
- Al oeste, limita con el municipio de Las Rozas de Madrid en el barrio de El Pardo (incluyendo el núcleo de población de Mingorrubio).

## Historia
Los terrenos del distrito de Fuencarral-El Pardo pertenecen a la antigua villa de Fuencarral y al real sitio de El Pardo, ambos municipios incorporados a Madrid en 1949.
Además del casco antiguo de ambos municipios, base para la consolidación de los barrios actuales de El Pardo y Valverde, los terrenos actualmente urbanizados se fueron construyendo poco a poco a partir de 1950 hasta juntarse unos barrios con otros. En los años 50, el constructor José Banús impulsó la construcción de viviendas para obreros en el desde entonces llamado "Barrio del Pilar", que posteriormente fue expandiéndose hacia el norte, con la construcción de la colonia de Peñagrande, para gente con un mayor nivel económico, así como su posterior expansión en los años 80 hacia los barrios de Lacoma y Fuentelarreina. 

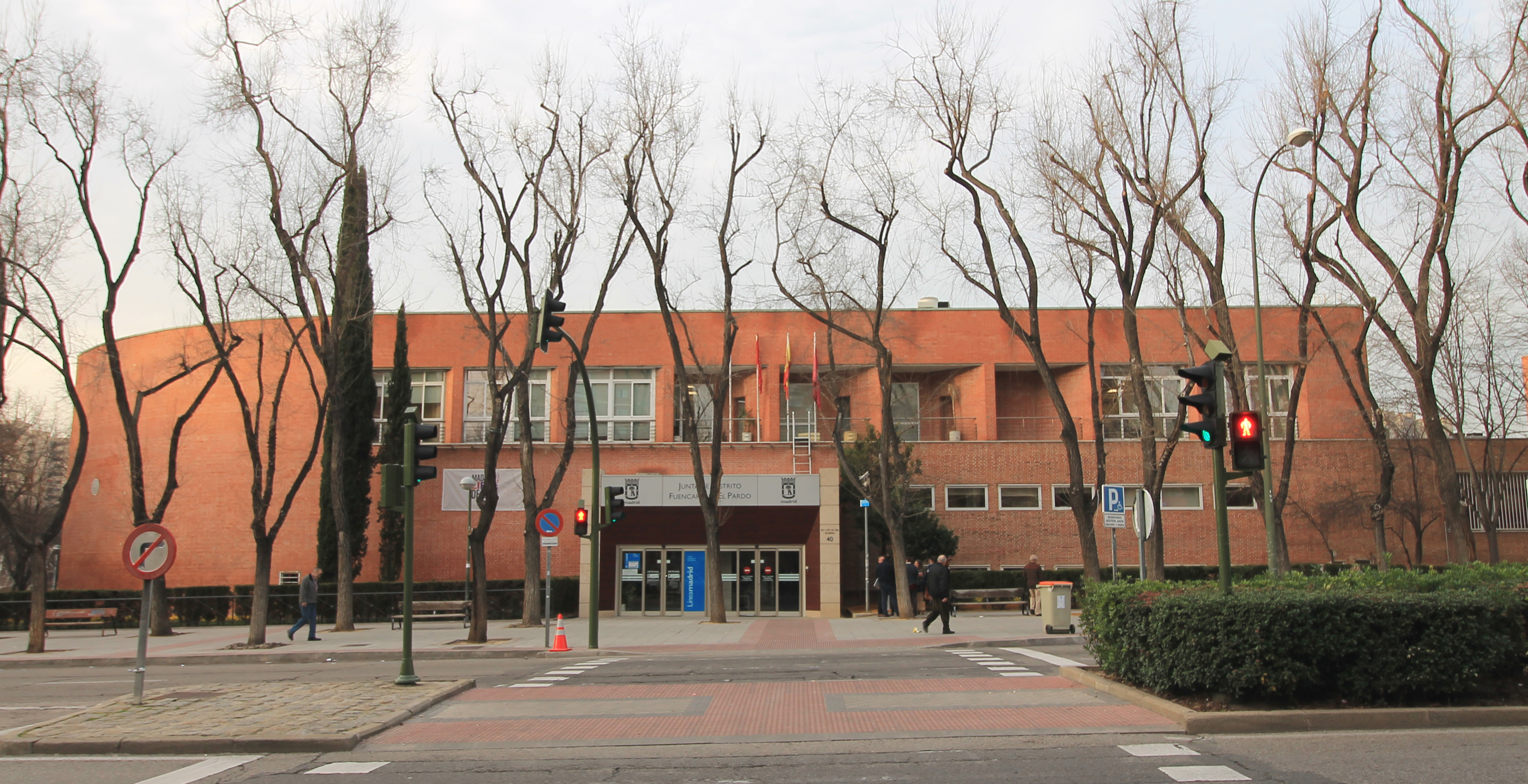
Junta Municipal de Distrito

Ya en la división de 1970 se consolida el distrito de Fuencarral-El Pardo, que se mantuvo igual en la de 1987 y de ahí hasta la actualidad. En la división anterior (1950), se denominaba Fuencarral a secas, y era un distrito con muy baja densidad de población.
En los años 90 se propuso por parte del Ayuntamiento de Madrid la construcción de nuevos PAUs (Programa de Actuación Urbanística) en los barrios de Arroyo del Fresno, Montecarmelo y Las Tablas. Los dos primeros se encuentran en los límites de la colonia de Mirasierra, y para cuya construcción se llevó a cabo el desalojo y destrucción de los poblados de La Quinta y Pitis. El barrio de Las Tablas, por su parte, una expansión urbanística llevada a cabo en los alrededores y sobre el antiguo barrio de Valdebebas, que perdería su denominación para dársela al nuevo barrio en construcción junto al Aeropuerto de Barajas, entre los distritos de Hortaleza y Barajas.
En la actualidad sólo El Pardo entre las zonas residenciales queda separado del casco urbano de Madrid, de igual manera que están fuera del casco urbano las instalaciones militares de El Goloso y el campus universitario de Cantoblanco.

## Barrios

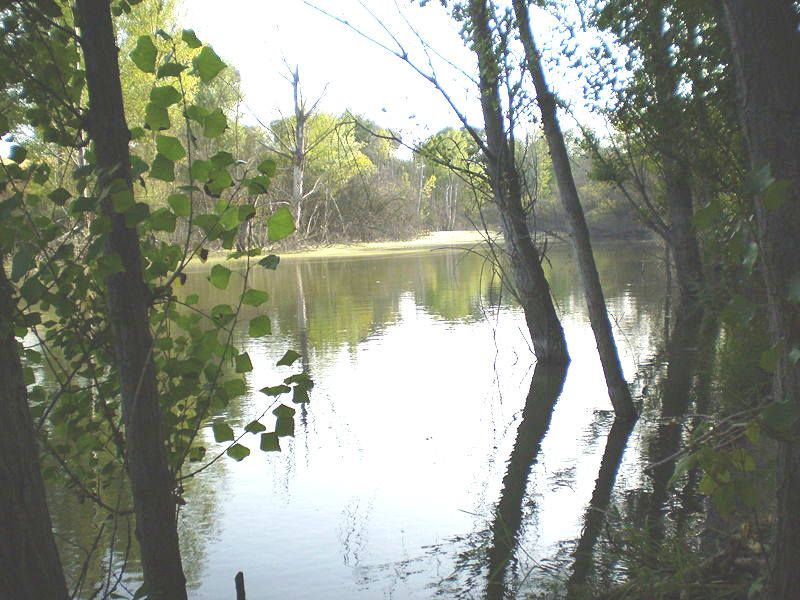
Río Manzanares a su paso por el monte de El Pardo

### 8.1 El Pardo
Es un barrio residencial con una superficie urbanizada muy pequeña. Es el menos poblado del distrito, con unos 3000 habitantes, y es el más extenso junto con El Goloso. Está declarado Real Sitio, encontrándose dentro del barrio el Palacio del Pardo. El Monte de El Pardo se extiende hasta los límites con Colmenar Viejo, Tres Cantos, Alcobendas y San Sebastián de los Reyes.

### 8.2 Fuentelarreina
Se sitúa en la zona oeste de la parte urbanizada de este distrito, conectado con Peñagrande (8.3) y Ciudad Universitaria (9.3), teniendo como eje vertebrador la avenida del Cardenal Herrera Oria. Es un barrio puramente residencial.

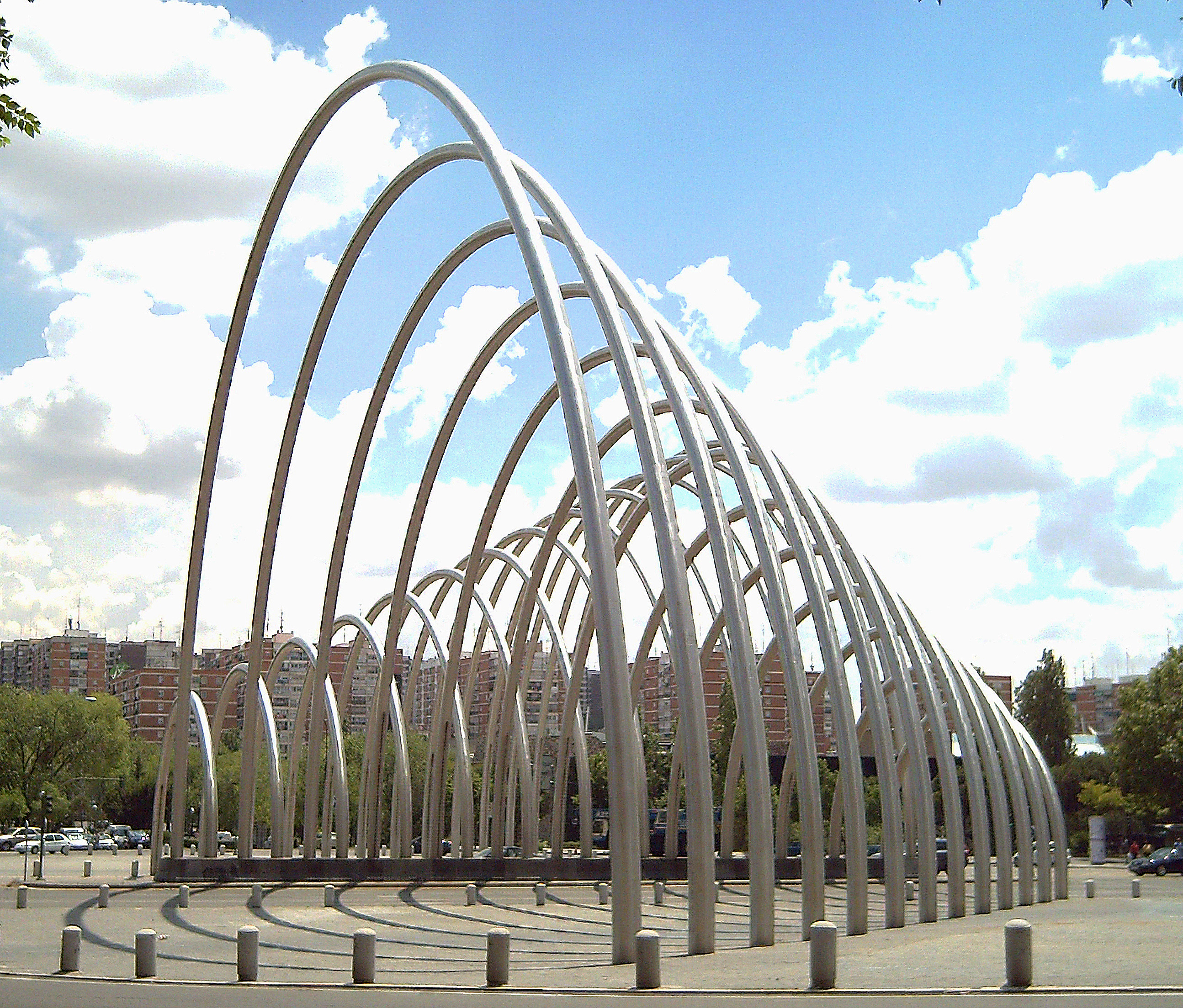
Puerta de la Ilustración en el Barrio del Pilar

### 8.3 Peñagrande
En sus orígenes se trataba de una zona residencial con viviendas vacacionales de lujo, separado del casco urbano de Madrid, pero con el crecimiento de barrios como Valdezarza (9.4) y Ciudad Universitaria (9.3) acabó fundiéndose con estos sin existir separación física.

### 8.4 Pilar
El núcleo principal de este barrio se construyó entre 1950 y 1970, de viviendas en principio destinadas a la clase obrera. Aunque administrativamente separado de La Paz, este segundo ha sido la continuación natural hacia el este del Barrio del Pilar.

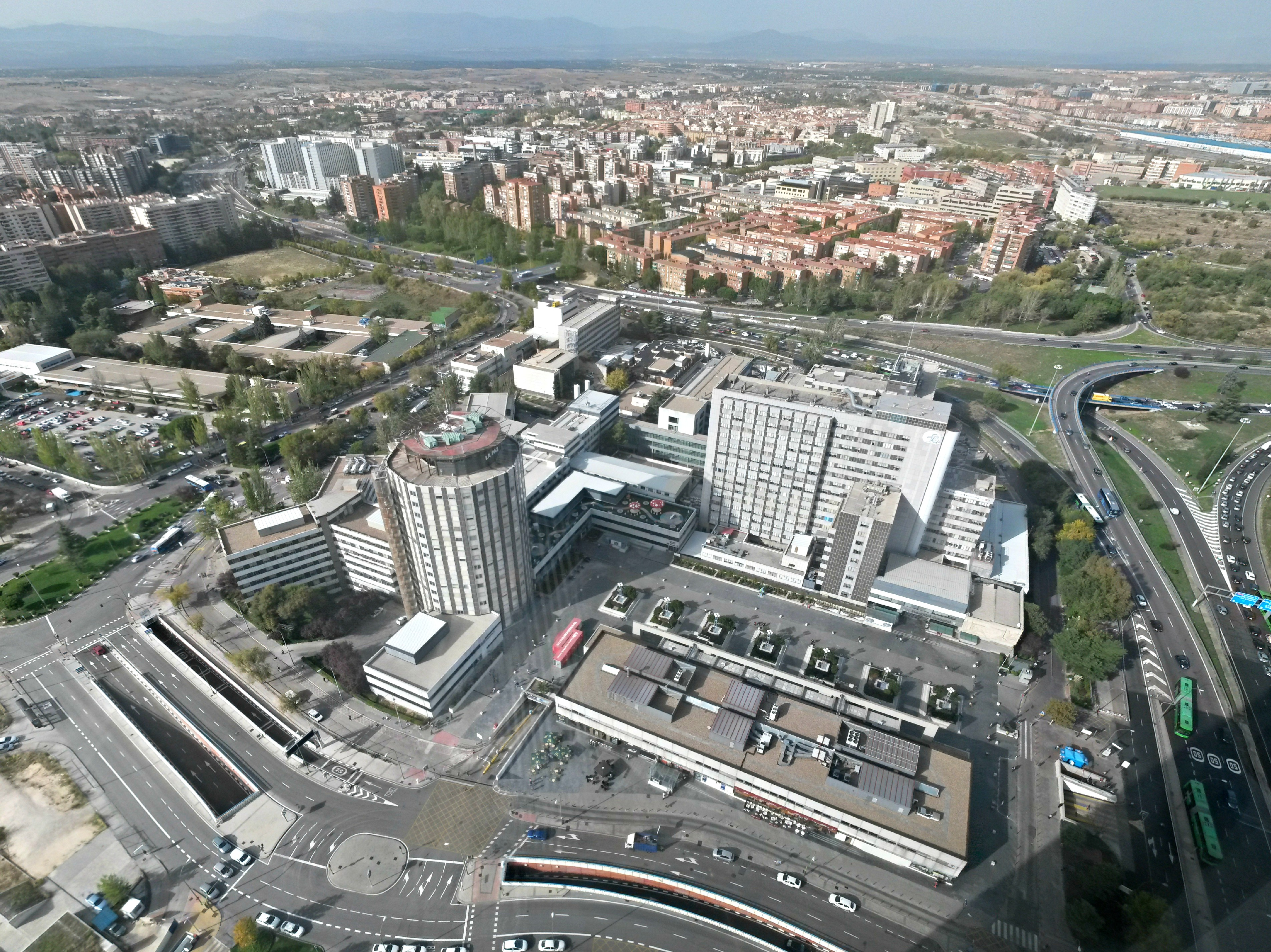
Vista aérea del Hospital Universitario La Paz, en el Barrio de la Paz

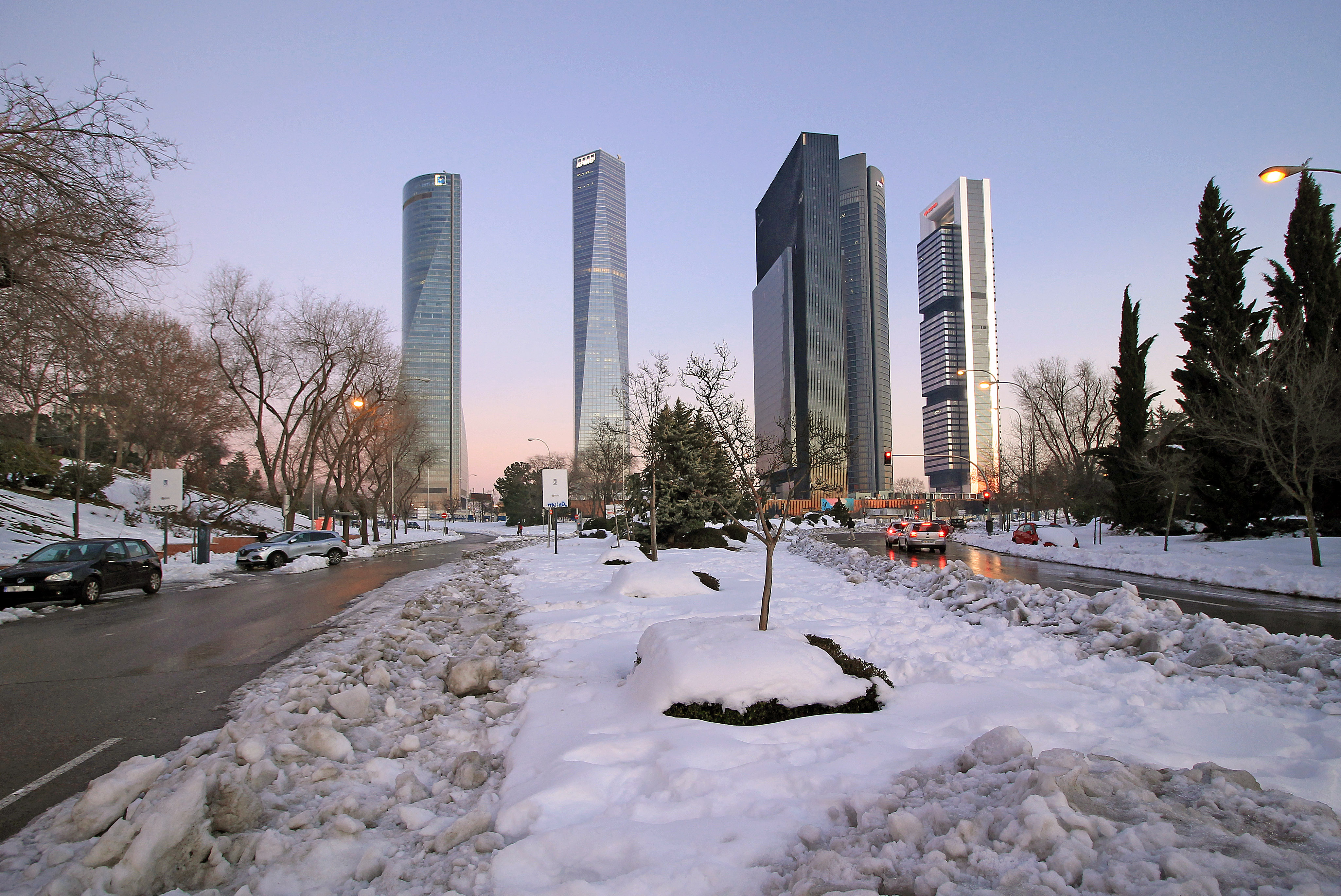
Complejo de Las Cuatro Torres visto desde la avenida Monforte de Lemos

### 8.5 La Paz
Queda delimitado por la M-30, el Paseo de la Castellana, la avenida de Monforte de Lemos, la calle Ginzo de Limia, la avenida del Cardenal Herrera Oria y la M-607. Se considera la expansión natural del Barrio del Pilar, y limita por el este con Chamartín.
Su nombre deriva del hospital La Paz, situado en un extremo del mismo.

### 8.6 Valverde
Este barrio comprende el casco antiguo de Fuencarral, villa anexionada a Madrid en 1950, el PAU de Tres Olivos y el PAU de Las Tablas. También incluye el polígono empresarial de Fuencarral con el Distrito C.
Queda separado de los otros barrios por la A-1, M-30 y M-607. Dentro del mismo se encuentra el Hospital Ramón y Cajal. Aquí estaría también el barrio de Begoña (compuesto por la Colonia de Virgen de Begoña y la Colonia Virgen de Aránzazu) y el de Fuencarral pero Valverde como tal no existe.

### 8.7 Mirasierra
Este barrio tiene su origen en una urbanización de chalés unifamiliares de lujo, que con el paso del tiempo se ha visto rodeada de edificios de viviendas de pocas plantas que completan lo que se considera hoy día como el barrio de Mirasierra.
Se articula en torno a calles como Ventisquero de la Condesa, La Masó, Cerro del Castañar, Moralzarzal, Nuria o Costa Brava, principales vías del mismo. Lo bordean la avenida del Cardenal Herrera Oria, la avenida de Ventisquero de la Condesa, la vía férrea Madrid-Irún y la carretera M-607.

### 8.8 El Goloso
Dentro de este barrio se encuentran cuatro zonas urbanizadas en la actualidad, pero solo una de ellas es residencial.
- Cantoblanco: campus universitario donde tiene su sede la Universidad Autónoma de Madrid y donde se encuentran dos facultades de la Universidad Pontificia Comillas. Junto al mismo se encuentra la barriada de Valdelatas, actualmente desierta.
- Base del Ejército de Tierra de El Goloso, en la que está acuartelada la Brigada de Infantería Acorazada "Guadarrama" XII.
- Montecarmelo: barrio de nueva construcción.

El resto del barrio se extiende hasta los límites con Alcobendas y Tres Cantos.

### 8.9 Lacoma
Este sub-barrio se sitúa al norte del Barrio del Pilar y de Peñagrande. Allí se encuentra la estación de Metro de Madrid de Lacoma (Línea 7). Tiene como principal vía de comunicación la calle Ramón Gómez de la Serna. En él se encuentran dos polideportivos. La zona comercial de este barrio se encuentra en la calle del Cerro Minguete.

### 8.10 Arroyo de Fresno
Arroyo del Fresno es un PAU (Programa de Actuación Urbanística) situado al noroeste de la ciudad de Madrid. Este PAU empezó a construirse en los años 90 y a efectos prácticos está dividido en dos partes. La primera de ellas, Arroyo del Fresno I, se sitúa entre las calles Valle de Pinares Llanos, Mirador de la Reina, Ventisquero de la Condesa y Arroyo del Monte, y fue la primera en construirse, finalizando su construcción en 2005. 
Arroyo del Fresno II es la parte del barrio situada entre la calle Arroyo del Monte y la estación de Pitis, con límites en el campo de Golf de la Real Federación Española de Golf y la entrada de la M40 en la Calle Ventisquero de la Condesa. Se encuentra actualmente en fase de construcción de los edificios, pese a estar completamente urbanizado por el Ayuntamiento de Madrid desde el año 2012.

## Educación

### Educación infantil, primaria y secundaria
En el distrito de Fuencarral-El Pardo, hay 42 Escuelas Infantiles  (9 públicas y 33 privadas), 21 colegios públicos de educación infantil y primaria, 10 institutos de educación secundaria, 15 colegios privados (con y sin concierto) y 1 centro extranjero.
- Colegio Alemán Madrid (en Montecarmelo)

### Otros centros
Dentro del distrito se encuentra la Universidad Autónoma de Madrid, que se divide en los Campus de Cantoblanco y de La Paz, acogiendo este último la especialidad de Medicina junto al Hospital Universitario de mismo nombre. También en Cantoblanco (El Goloso) encontramos la Universidad Pontificia Comillas.

## Bibliotecas
El distrito cuenta con tres bibliotecas: la Biblioteca pública Rafael Alberti, de construcción moderna y de hormigón, inaugurada en 2000 y gestionada por la Comunidad de Madrid y la Biblioteca Pública Municipal José Saramago (antiguamente conocida como 'La Vaguada', gestionada por el Ayuntamiento de Madrid). Hasta el año 2010 existió una tercera biblioteca en el Barrio del Pilar perteneciente a la Obra Social de la Fundación Caja Madrid.

## Museos
Cuenta con el Museo Zapadores, Ciudad del Arte, Espacio de Arte sobre 23000 metros cuadrados inaugurado en 2018 en el antiguo cuartel.

## Transporte

### Cercanías Madrid
Se encuentran dentro de este distrito las siguientes estaciones, pertenecientes a las líneas C-7 y C-8:
- Ramón y Cajal (Valverde)
- Pitis (Mirasierra)
- Mirasierra-Paco de Lucía (Mirasierra)

Y, pertenecientes a la C-4:
- Fuencarral (Valverde)
- Cantoblanco Universidad (El Goloso)
- El Goloso (El Goloso).
- Universidad Pontificia de Comillas (El Goloso)

### Metro de Madrid

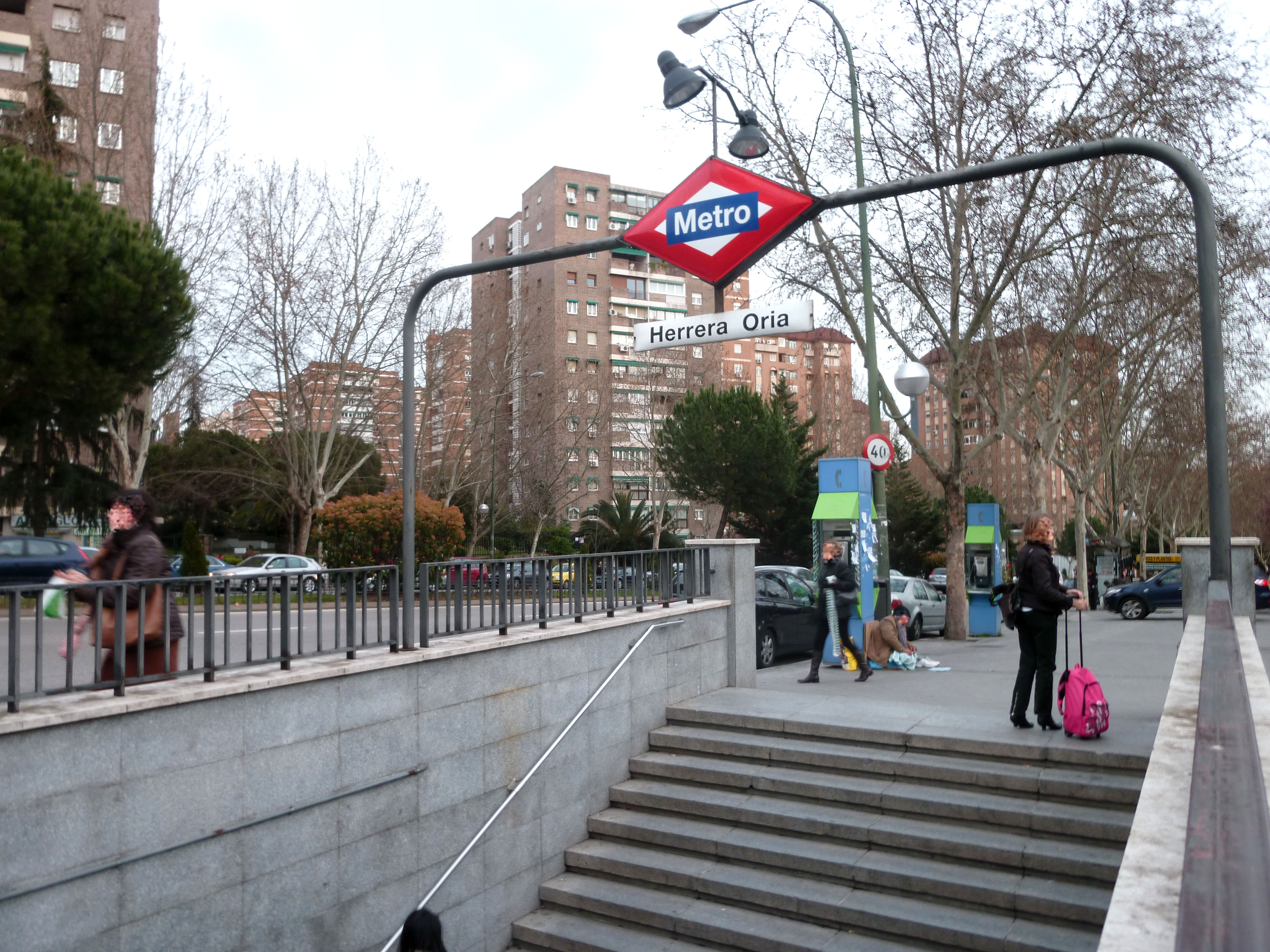
Estación de Herrera Oria del Metro de Madrid en el Barrio del Pilar

Con una compleja y estructurada línea de transporte subterráneo, el metro de Madrid cuenta con 13 líneas, 3 líneas de Metro Ligero y varios enlaces que siguen en expansión por toda la Comunidad de Madrid. 4 de ellas circulan por el distrito de Fuencarral-El Pardo, las líneas 7, 9, 10 y Metro Ligero 1.
- : da servicio a los barrios de Peñagrande, El Pilar y Mirasierra con las estaciones de Antonio Machado, Peñagrande, Avenida de la Ilustración, Lacoma, Arroyofresno y Pitis.
- : da servicio a El Goloso, Mirasierra, La Paz y Barrio del Pilar con las estaciones de Barrio del Pilar, Herrera Oria, Mirasierra y Paco de Lucía.
- : da servicio a los barrios de La Paz, El Goloso y Valverde con las estaciones de Begoña, Fuencarral, Tres Olivos, Montecarmelo, Las Tablas y Ronda de la Comunicación.
- : da servicio al sub-barrio de Las Tablas (Valverde), donde tiene su origen, en conexión con la línea 10. Presta servicio las estaciones de Las Tablas y Palas del Rey.

### Autobuses
Son varias las líneas urbanas e interurbanas que recorren los barrios de este distrito.

#### Líneas urbanas
Dentro de la red de la Empresa Municipal de Transportes de Madrid, las siguientes líneas prestan servicio a barrios de este distrito:
| Línea | Terminales                                       |
| ----- | ------------------------------------------------ |
| 42    | Plaza de Castilla – Peñagrande                   |
| 49    | Plaza de Castilla – Pitis                        |
| 64    | Cuatro Caminos – Pitis                           |
| 66    | Cuatro Caminos – Fuencarral                      |
| 67    | Plaza de Castilla - Bº Peñagrande                |
| 82    | Moncloa – Pitis                                  |
| 83    | Moncloa – Barrio de la Paz                       |
| 124   | Cuatro Caminos – Lacoma                          |
| 125   | Mar de Cristal – Hospital Ramón y Cajal          |
| 126   | Nuevos Ministerios – Barrio del Pilar            |
| 127   | Cuatro Caminos – Ciudad de los Periodistas       |
| 128   | Cuatro Caminos – Barrio del Pilar                |
| 132   | Moncloa – Hospital La Paz                        |
| 133   | Callao – Mirasierra                              |
| 134   | Plaza de Castilla – Montecarmelo                 |
| 135   | Plaza de Castilla – Hospital Ramón y Cajal       |
| 137   | Puerta de Hierro – Fuencarral                    |
| 147   | Callao – Barrio del Pilar                        |
| 164   | Moncloa - El Pardo                               |
| 165   | Alsacia – Hospital Ramón y Cajal                 |
| 166   | Barajas - Hospital Ramón y Cajal                 |
| 170   | Arroyo del Fresno - Sanchinarro                  |
| 172   | Mar de Cristal – Telefónica                      |
| 173   | Plaza de Castilla – Sanchinarro                  |
| 174   | Plaza de Castilla – Valdebebas                   |
| 175   | Plaza de Castilla – Las Tablas Norte             |
| 176   | Plaza de Castilla – Las Tablas Sur               |
| 178   | Plaza de Castilla – Montecarmelo                 |
| 179   | Plaza de Castilla - El Pardo                     |
| T61   | Estación de Cercanías de Fuencarral – Las Tablas |
| N20   | Cibeles – Pitis                                  |
| N21   | Cibeles – Arroyo del Fresno                      |
| N22   | Cibeles – Barrio de La Paz                       |
| N23   | Cibeles – Montecarmelo                           |
| N24   | Cibeles – Las Tablas                             |
| N31   | Moncloa - El Pardo                               |
| SE704 | Plaza de Castilla – Cementerio de Fuencarral     |
| SE833 | Plaza de Castilla – Las Tablas                   |
| BR1   | Valdebebas - Hospital Ramón y Cajal              |

| línea | vías cubiertas sentido ida | vías cubiertas sentido vuelta |
| ----- | --- | --- |
| 42    | Sinesio Delgado, Ribadavia, Avda. de Betanzos, La Bañeza, Chantada, César Manrique, Joaquín Lorenzo, Islas Aleutianas | Islas Aleutianas, Doctor Castroviejo, Joaquín Lorenzo, César Manrique, Chantada, La Bañeza, Avda. de Betanzos, Ribadavia, Sinesio Delgado |
| 49    | Avda. de Betanzos, Avda. de Monforte de Lemos, Ginzo de Limia, Avda. Cardenal Herrera Oria, Ramón Gómez de la Serna, Riscos de Polanco, Peña del Águila, Senda del Infante, Valle de Enmedio, Avda. Ventisquero de la Condesa | Avda. Ventisquero de la Condesa, Senda del Infante, Cerro Minguete, Peña del Águila, Riscos de Polanco, Ramón Gómez de la Serna, Avda. Cardenal Herrera Oria, Ginzo de Limia, Avda. Monforte de Lemos, Avda. de Betanzos |
| 64    | Doctor Castroviejo, Islas Aleutianas, Avda. Cardenal Herrera Oria, Avda. Ventisquero de la Condesa, Gta. Pradera de los Corralillos, Gta. Pradera de las Vaquerizas | Senda del Infante, Cerro Minguete, Avda. Ventisquero de la Condesa, Avda. Cardenal Herrera Oria, Islas Aleutianas, Joaquín Lorenzo |
| 66    | Avda. Llano Castellano, Nuestra Señora de Valverde, Gta. Fuente de la Carra, Afueras a Valverde, Aldonza Lorenzo, Pza. Tres Olivos, Avda. Campo de Calatrava, Anastasia López, Braille, San Cugat del Vallés | Avda. Llano Castellano, Nuestra Señora de Valverde, Gta. Fuente de la Carra, Afueras a Valverde, Aldonza Lorenzo, Pza. Tres Olivos, Avda. Campo de Calatrava, Anastasia López, Braille, San Cugat del Vallés |
| 67    | Avda. Monforte de Lemos, Pedro Rico, Arzobispo Morcillo, Julio Palacios, Narcís Monturiol, Sangenjo, Fermín Caballero, Ramón Gómez de la Serna, Rosalía de Castro, Alfonso Rodríguez Castelao, Leopoldo Alas Clarín | Leopoldo Alas Clarín, Alfonso Rodríguez Castelao, Rosalía de Castro, Fermín Caballero, Valencia de Don Juan, Alfredo Marquerie, Santiago de Compostela, Pedro Rico, Julio Palacios, Arzobispo Morcillo, Paseo de la Castellana |
| 82    | Avda. de la Ilustración, Cantalejo, Arroyofresno, Fresnedillas, Gabriela Mistral, Alfonso Rodríguez Castelao, Leopoldo Alas Clarín, Alejandro Casona, Ramón Gómez de la Serna | Alejandro Casona, Alfonso Rodríguez Castelao, Fresnedillas, Arroyofresno, Cantalejo, Doctor Castroviejo |
| 83    | Avda. Cardenal Herrera Oria, Isla de Arosa, Fermín Caballero, Avda. de Betanzos, Avda. de Monforte de Lemos, Finisterre, Pedro Rico, Narcís Monturiol, Sangenjo | Fermín Caballero, Patones, Narcís Monturiol, Antonio López Aguado, Finisterre, Avda. de Monforte de Lemos, Avda. de Betanzos, Isla de Arosa, Avda. Cardenal Herrera Oria |
| 124   | Avda. Monforte de Lemos, Pedro Rico, San Modesto, Isidro Fernández, Avda. Llano Castellano, Avda. Cardenal Herrera Oria, Moralzarzal, Valencia de Don Juan, Fermín Caballero, Isla de Arosa | Avda. Cardenal Herrera Oria, Moralzarzal, Alfredo Marquerie, Avda. Llano Castellano, Marcos Orueta, Ángel Múgica, Virgen de Aranzazu, Pedro Rico, Arzobispo Morcillo, Paseo de la Castellana |
| 125   | San Modesto | Antoniorrobles, San Modesto, M-607 |
| 126   | Avda. de Betanzos, La Bañeza | La Bañeza, Avda. de Monforte de Lemos, Avda. de Betanzos |
| 127   | César Manrique, Fermín Caballero, Ginzo de Limia | Ginzo de Limia, Santiago de Compostela, Fermín Caballero, César Manrique |
| 128   | Avda. de Betanzos, Avda. de Monforte de Lemos | Avda. de Betanzos, Avda. de Monforte de Lemos |
| 132   | César Manrique, La Bañeza, Avda. de Monforte de Lemos, Finisterre, Pedro Rico, Arzobispo Morcillo | Arzobispo Morcillo, Antonio López Aguado, Finisterre, Avda. de Monforte de Lemos, La Bañeza, César Manrique |
| 133   | Avda. Cardenal Herrera Oria, Isla de Arosa, Fermín Caballero, Valencia de Don Juan, Alfredo Marquerie, Nuria, La Masó, Cerro del Castañar, Moralzarzal | Moralzarzal, Nuria, Valencia de Don Juan, Fermín Caballero, Isla de Arosa, Avda. Cardenal Herrera Oria |
| 134   | Avda. de Monforte de Lemos, Ginzo de Limia, Avda. Cardenal Herrera Oria, La Masó, Cerro del Castañar, Moralzarzal, Costa Brava, Monasterio de las Huelgas, Avda. Monasterio de Silos, Avda. Monasterio de El Escorial | Avda. Monasterio de El Escorial, Avda. Santuario de Valverde, Monasterio de las Huelgas, Costa Brava, La Masó, Cerro del Castañar, Ginzo de Limia, Avda. de Monforte de Lemos, Arzobispo Morcillo, Paseo de la Castellana |
| 135   | Avda. de Monforte de Lemos, Pedro Rico, San Modesto | San Modesto, Pedro Rico, Arzobispo Morcillo, Paseo de la Castellana |
| 137   | Doctor Castroviejo, Isla Malaíta, La Bañeza, Avda. de Monforte de Lemos, Pedro Rico, San Modesto, Isidro Fernández, Avda. Llano Castellano, Nuestra Señora de Valverde, Gta. Fuente de la Carra, Afueras a Valverde, Aldonza Lorenzo, Pza. Tres Olivos, Avda. Campo de Calatrava, Anastasia López, Braille, San Cugat del Vallés | San Cugat del Vallés, Braille, Anastasia López, Avda. Campo de Calatrava, Pza. Tres Olivos, Aldonza Lorenzo, Afueras a Valverde, Gta. Fuente de la Carra, Nuestra Señora de Valverde, Avda. Llano Castellano, Marcos Orueta, Ángel Múgica, Virgen de Aranzazu, Pedro Rico, Avda. de Monforte de Lemos, La Bañeza, Juan Sánchez, César Manrique, Joaquín Lorenzo. |
| 147   | Avda. de Monforte de Lemos, Sinesio Delgado, Finisterre, Melchor Fernández Almagro, Avda. de Betanzos, La Bañeza | La Bañeza, Avda. de Monforte de Lemos, Melchor Fernández Almagro, Ginzo de Limia, Sinesio Delgado |
| 164   | Ctra. del Pardo, Pº del Pardo, Ctra. El Pardo-Colmenar | Ctra. El Pardo-Colmenar, Pº del Pardo, Avda. de la Guardia, Ctra. del Pardo |
| 172   | Puerto de Somport, Avda. Camino de Santiago, Pº San Millán de la Cogolla, Valcarlos, Avda. Santo Domingo de la Calzada, Ronda de la Comunicación | Puerto de Somport, Avda. Camino de Santiago, Pº San Millán de la Cogolla, Valcarlos, Avda. Santo Domingo de la Calzada, Ronda de la Comunicación |
| 173   | Paseo de la Castellana, Avda. de Burgos | Paseo de la Castellana, Avda. de Burgos |
| 174   | Paseo de la Castellana, Avda. de Burgos | |
| 176   | Paseo de la Castellana, Avda. de Burgos, Puerto de Somport, Avda. Camino de Santiago, Castiello de Jaca, Avda. Santo Domingo de la Calzada, Pº San Millán de la Cogolla, Sierra de Atapuerca, Valcarlos, Pº Tierra de Melide, Gta. Monte del Gozo                                                                                | Paseo de la Castellana, Avda. de Burgos, Puerto de Somport, Avda. Camino de Santiago, Castiello de Jaca, Avda. Santo Domingo de la Calzada, Pº San Millán de la Cogolla, Sierra de Atapuerca, Valcarlos, Pº Tierra de Melide, Gta. Monte del Gozo |
| 178   | Paseo de la Castellana, M-607, Travesía Costa Brava, Costa Brava, Monasterio de las Huelgas, Avda. Monasterio de Silos, Avda. Monasterio de El Escorial | Avda. Monasterio de El Escorial, Avda. Santuario de Valverde, Monasterio de las Huelgas, Costa Brava, M-607, Paseo de la Castellana |
| 179   | Paseo de la Castellana, Pedro Rico, Avda. de Monforte de Lemos, Avda. de la Ilustración, Avda. Cardenal Herrera Oria, Ctra. del Pardo, Pº del Pardo, Ctra. El Pardo-Colmenar | Ctra. El Pardo-Colmenar, Pº del Pardo, Avda. de la Guardia, Ctra. del Pardo, Avda. Cardenal Herrera Oria, Doctor Castroviejo, Avda. de Monforte de Lemos, Pedro Rico, Paseo de la Castellana |
| T61   | Estación de Fuencarral, Nuestra Señora de Valverde, M-603, Ronda de la Comunicación | Estación de Fuencarral, Nuestra Señora de Valverde, M-603, Ronda de la Comunicación |
| N21   | César Manrique, Fermín Caballero, Isla de Arosa | César Manrique, Fermín Caballero, Isla de Arosa |
| N22   | Avda. de Betanzos, Avda. de Monforte de Lemos, Ginzo de Limia, Sangenjo, Narcís Monturiol, Antonio López Aguado, Finisterre | Avda. de Monforte de Lemos, Avda. de Betanzos |
| N23   | Ginzo de Limia, Avda. Cardenal Herrera Oria, La Masó, Cerro Minguete, Valle de Pinares Llanos | Valle de Pinares Llanos, Avda. Ventisquero de la Condesa, Ginzo de Limia |
| N24   | Avda. de Monforte de Lemos, Pedro Rico, San Modesto, Isidro Fernández, Avda. Llano Castellano, Nuestra Señora de Valverde, Gta. Fuente de la Carra, Afueras a Valverde | Afueras a Valverde, Gta. Fuente de la Carra, Nuestra Señora de Valverde, Avda. Llano Castellano, Marcos Orueta, Ángel Múgica, Virgen de Aranzazu, San Modesto, Pedro Rico, Arzobispo Morcillo, Paseo de la Castellana |
| N31   | Ctra. del Pardo, Pº del Pardo, Ctra. El Pardo-Colmenar | Ctra. El Pardo-Colmenar, Pº del Pardo, Avda. de la Guardia, Ctra. del Pardo |
| SE704 | Avda. Llano Castellano, Nuestra Señora de Valverde, Gta. Fuente de la Carra, Afueras a Valverde, Cementerio de Fuencarral | Avda. Llano Castellano, Nuestra Señora de Valverde, Gta. Fuente de la Carra, Afueras a Valverde, Cementerio de Fuencarral |
| BR1   | Hospital Ramón y Cajal-Consultas, Hospital Ramón y Cajal | Hospital Ramón y Cajal |

#### Líneas interurbanas
Además de las líneas que tienen su cabecera en los intercambiadores de Moncloa y Príncipe Pío que no dan servicio a otras vías del distrito, los siguientes prestan también servicio urbano o semiurbano en los barrios del distrito.
| línea                                                               | vías cubiertas sentido ida                                                            | vías cubiertas sentido vuelta                                                         |
| ------------------------------------------------------------------- | ------------------------------------------------------------------------------------- | ------------------------------------------------------------------------------------- |
| 151 152C 153 154C 155 155B 156 157 157C 159 161 181 182 183 184 185 | Paseo de la Castellana, Avda. de Burgos                                               | Paseo de la Castellana, Avda. de Burgos                                               |
| 154                                                                 | Avda. Llano Castellano, Nuestra Señora de Valverde, M-603                             | Avda. Llano Castellano, Nuestra Señora de Valverde, M-603                             |
| 712 713 716 721 722 724 725 726 876                                 | Paseo de la Castellana, M-607                                                         | Paseo de la Castellana, M-607                                                         |
| 714                                                                 | Paseo de la Castellana, M-607, Campus Universitario de Cantoblanco                    | Paseo de la Castellana, M-607, Campus Universitario de Cantoblanco                    |
| 827 827A 828                                                        | Universidad Autónoma                                                                  | Universidad Autónoma                                                                  |
| 815                                                                 | Paseo de la Castellana, Ginzo de Limia, Avda. Cardenal Herrera Oria, Ctra. del Pardo. | Paseo de la Castellana, Ginzo de Limia, Avda. Cardenal Herrera Oria, Ctra. del Pardo. |

## Administración y política
| Partidos | Partidos   | Representantes |
| -------- | ---------- | -------------- |
|          | PP         | 13             |
|          | Más Madrid | 6              |
|          | PSOE       | 5              |
|          | Vox        | 2              |